# Suleyman Sleyman
Suleyman Sleyman (* 28. Dezember 1979 in Södertälje) ist ein schwedischer ehemaliger Fußballspieler syrisch-aramäischer Abstammung.

## Laufbahn
Sleyman begann mit dem Fußballspielen bei Södertälje FF. Seine erste Station im Männerfußball war Syrianska FC. 1998 ging er zu Hammarby IF, kam aber wegen Verletzungsproblemen kaum zum Einsatz. Um Spielpraxis zu sammeln kehrte er 2000 kurzzeitig auf Leihbasis zu Syrianska FC zurück. Anschließend ging er wieder zu Hammarby IF, wo er sich in der Folge einen Stammplatz erspielen konnte. 2001 gewann er mit der Mannschaft den Meistertitel. 2006 verpasste er wegen einer Verletzung, die er sich im Trainingslager zur Vorbereitung auf die Saison zugezogen hatte, den Großteil der Saison, konnte aber im Anschluss wieder seinen Stammplatz zurückerobern. 2009 wechselte er wieder zu seinem alten Verein Syrianska, wo er 2014 seine Karriere beendete.
Am 13. Januar 2008 debütierte Sleyman in der schwedischen Nationalmannschaft. Beim 1:0-Erfolg über die costa-ricanische Nationalmannschaft anlässlich einer Amerikatour stand er in der Startelf und wurde in der 71. Spielminute durch Peter Larsson, einen weiteren Debütanten, ersetzt.